# Medinilla speciosa
Medinilla speciosa е многогодишно епифитно растение от рода Medinilla от семейство Melastomataceae.

## Етимология
Мединилата е кръстена на Хосе де Мединила и Пинеда, който е бил губернатор на Мавриций (тогава известен като Марианските острови) през 1820 г.

## Галерия
- Общ вид
- Цъфтеж и листа
- Цъфтеж